# Hypopyra longimacula
Hypopyra longimacula là một loài bướm đêm trong họ Erebidae.